# دوري أمريكا الشمالية لكرة القدم 1977
دوري أمريكا الشمالية لكرة القدم 1977 (بالإنجليزية: 1977 North American Soccer League season)‏، الدوري كان يتكون من 18 فريق. تم توسيع الجدول ليشمل 26 مباراة والتصفيات إلى 12 فريقًا. تتألف قوائم الفريق من 17 لاعباً، 6 منهم يجب أن يكونوا أمريكيين أو كنديين.

## وصلات خارجية
- The Year in American Soccer – 1977
- Chris Page's NASL Archive
- Complete Results and Standings